# Білагропромбанк
Білагропромбанк — білоруський акціонерний комерційний банк, який контролюється державою. Найбільший банк Білорусі за величиною капіталу. 
Заснований у 1991. У 2021 включений в «Чорний список ЄС».

## Історія
Белагропромбанк зареєстрований як один з перших білоруських акціонерних банків у 1991.
З 1993 в Белагропромбанку діє служба інкасації.
У 2000 перейменований у відкрите акціонерне товариство «Белагропромбанк».
З 2008 став найбільшим кредитором економіки.
У серпні 2010 першим з білоруських банків представив систему керування якістю обслуговування фізичних осіб, провів сертифікацію на відповідність дотримання стандарту СТБ ISO 9001.

## Характеристика
Белагропромбанк — один з найбільших банків країни. Він має статус урядового агента з обслуговування державних програм, підтримки агропромислового комплексу (відповідно до рішення уряду та Національного банку Білорусі № 849/7 від 18 червня 2008 р.).
Клієнтами банку є численні провідні підприємства країни з різних галузей промисловості, роздрібні продукти банку мають попит у більш ніж мільйона мешканців країни. Банк співпрацює з найбільшими кредитно-фінансовими організаціями з багатьох країн.

## Рейтинги
У рейтингу 1000 кращих банків у світі (топ-1000 світових банків) за версією авторитетного міжнародного видання The Banker, Белагропромбанк зайняв 573 місце за підсумками 2014 року.
Белагропромбанк зайняв 18 позицію у списку 25 найбільших банків Центральної та Східної Європи (Топ-25: Центральна та Східна Європа).

## Міжнародні санкції
24 червня 2021 року Білагропромбанк був включений в «Чорний список ЄС». Санкції Європейського Союзу передбачають обмеження на взяття позик на ринках ЄС і доступність кредитів зі строком погашення в більш ніж 90 днів від європейських контрагентів. У серпні того ж року до цих санкцій приєдналася Швейцарія.
У 2022 році на тлі вторгнення Росії в Україну Білагропромбанк потрапив під санкції Японії та України, а ЄС відключив банк від SWIFT. Також в 2022 та 2023 роках санкції проти банка запровадила Канада.